# Oxýneia
Oxýneia är en ort i Grekland.   Den ligger i prefekturen Trikala och regionen Thessalien, i den centrala delen av landet, 280 km nordväst om huvudstaden Aten. Oxýneia ligger 487 meter över havet och antalet invånare är 654.
Terrängen runt Oxýneia är lite bergig. Runt Oxýneia är det ganska glesbefolkat, med 36 invånare per kvadratkilometer. Närmaste större samhälle är Kalampáka, 17,9 km sydost om Oxýneia. 